# Bauhinia prainiana
Bauhinia prainiana är en ärtväxtart som beskrevs av William Grant Craib. Bauhinia prainiana ingår i släktet Bauhinia och familjen ärtväxter. Inga underarter finns listade i Catalogue of Life.